# B.P. Empire (EP)
B.P. Empire è un EP del duo Psychedelic Trance Infected Mushroom pubblicato il 24 aprile 2001 da YoYo Records.

## Lista Tracce
1. B.P.Empire (Deep Mix) – 7:36
2. B.P.Empire (Original) – 7:40
3. Roll Us A Giant – 10:36